# Route 780 (Nouveau-Brunswick)
Pour les articles homonymes, voir Route 780.
La route 780 est une route locale du Nouveau-Brunswick située dans le sud-ouest de la province, à l'est de Saint-George. Elle traverse une région très boisée et montagneuse. De plus, elle mesure 29 kilomètres, et n'est pas pavée sur toute sa longueur, alors qu'une section au milieu de la route est en gravier.

## Tracé
La 780 débute à l'est de Saint-George, à la sortie 56 de la route 1. Elle commence par se diriger vers le nord-est pendant 2 kilomètres, puis elle croise la route 785 à Utopia. Elle se dirige ensuite vers l'est pendant une vingtaine de kilomètres, en étant parallèle à la 1, en traversant notamment New River, puis elle passe ensuite au-dessus de la route 1. Elle se termine près de Lepreau, à la jonction de la route 790 et de la route 795. 

## Intersections principales
| route 780           |              |    |                                                   |                                              |
| Comté               | Location     | km | Intersection/Destinations                         | Notes                                        |
| Comté de Charlotte  | Saint-George | 0  | R-1, R-172 sud, Saint-Stephen, Letete, Saint Jean | sortie 56 de la 1; extrémité ouest de la 780 |
| Comté de Charlotte  | Utopia       | 2  | R-785, Pennfield, Blacks Harbour, Tracy           |                                              |
| Comté de Saint-Jean | Lepreau      | 29 | R-790, R-795 est, Little Lepreau, Musquash        | extrémité est de la 780                      |